# هکس ایر

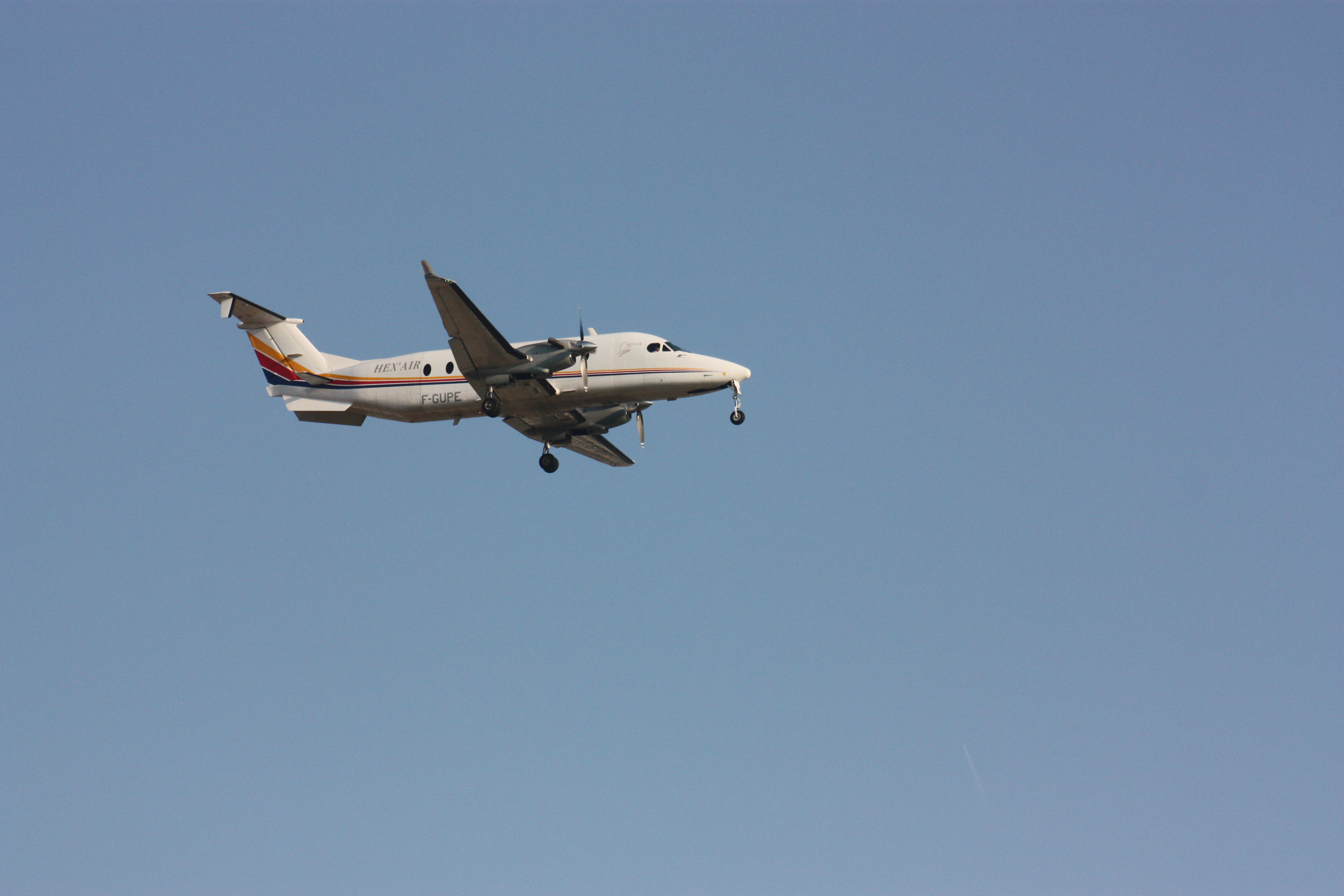
هکس ایر (به انگلیسی: Hex'Air) یک شرکت هواپیمایی با کد یاتا UD است که در تاریخ ۱۹۹۱ میلادی تأسیس شده است.
دفتر مرکزی هکس ایر در فرانسه واقع شده‌است و به ۵ مقصد، پرواز مستقیم انجام می‌دهد.